# Steve Daines

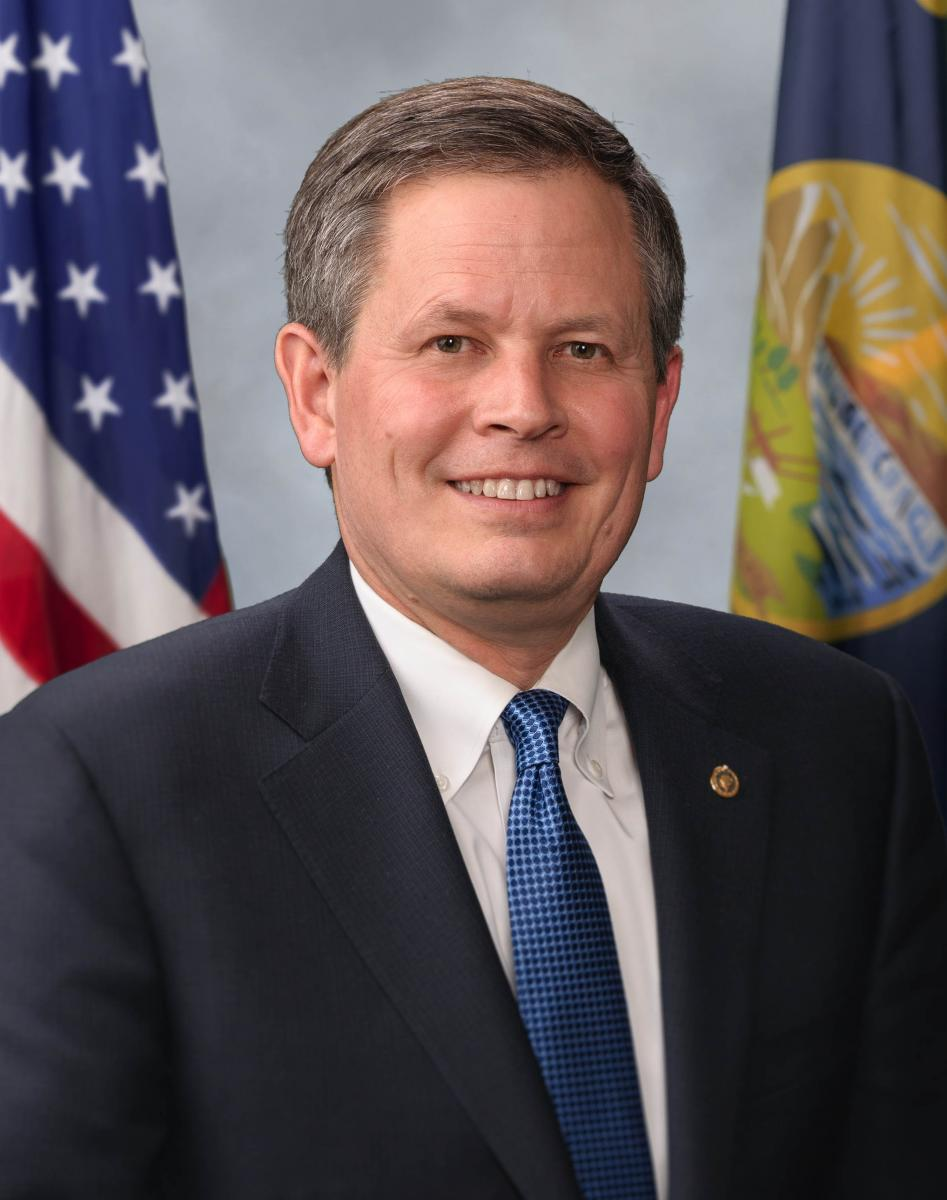
Foto oficial do senador Steve Daines.

Steven David "Steve" Daines (Van Nuys, 20 de agosto de 1962) é um político norte-americano filiado ao Partido Republicano. É o senador júnior do estado de Montana desde 3 de janeiro de 2015. Entre 2013 a 2015, foi membro da Câmara dos Representantes dos Estados Unidos pelo distrito at-large de Montana.